# Dungeoneer
Dungeoneer – planszowo-karciana gra fantasy, której autorem jest Thomas Denmark. Oryginalnie wydana w USA przez Atlas Games, polskim dystrybutorem jest wydawnictwo Galakta. Dungeoneer to gra fantasy przeznaczona dla 2-4 graczy. Gracze wcielają się w bohaterów, przemierzają lochy, walczą z potworami i wykonują zadania. Najgroźniejszymi przeciwnikami są jednak inni gracze, którzy na wszelkie sposoby przeszkadzają w osiągnięciu sukcesu. W czasie gry plansza jest budowana przez samych graczy, dzięki czemu każda rozgrywka jest niepowtarzalna.

## Ogólne zasady gry
Każdy z graczy prowadzi jednego z 6 bohaterów (m.in. Nekrowojownik, Paladyn, Nekromanta), którzy zdobywają sławę i skarby. Celem gry jest wypełnienie trzech zadań losowanych w każdej rozgrywce z pewnej puli. Aby je wykonać gracze poruszają się po planszy, która układana jest z kart reprezentujących miejsca bądź ścieżki. Dzięki zastosowaniu tego mechanizmu plansza do gry jest każdorazowo nieco inna. W zależności od zestawu gracze wypełniają zadania przedzierając się przez podziemia bądź pokonując otwarte przestrzenie na powierzchni.
Jednak jednocześnie każdy z graczy gra też rolę Władcy Podziemi, który stara się utrudniać życie postaciom pozostałych graczy, stawiając przed nimi pułapki, potwory czy zagrywając niefortunne wypadki.
W czasie swojej podróży przez podziemia, postacie zbierają punkty Chwały (Glory) oraz Groźby (Peril). Za punkty Chwały gracze mogą "kupować" karty, które wspomagają ich bohaterów, takie jak umiejętności czy artefakty. W tym czasie pozostali gracze, jako Władcy Podziemi, "wydają" punkty Groźby tego gracza przeciwko jemu na różne utrudnienia.

## Części gry i zestawy
Po polsku ukazało się dotychczas 6 części gry: 
- Grobowiec Króla Nieumarłych (Dungeoneer: Tomb of the Lich Lord) (premiera polska - listopad 2005),
- Krypta Przeklętych (Dungeoneer: Vault of the Fiends) (premiera polska - styczeń 2006),
- Smoki Zapomnianych Pustkowi (Dungeoneer: Dragons of the Forsaken Desert) (premiera polska - kwiecień 2006)
- Zemsta Malthorina - połączenie dwóch minizestawów wydanych oryginalnie osobno - Den Of The Wererats i Haunted Woods Of Malthorin (premiera polska - grudzień 2006)
- Kraina Lodowej Wiedźmy (Dungeoneer: Realm of the Ice Witch) (premiera polska - maj 2007)
- Powrót Króla Nieumarłych (Epic Dungeoneer: Call of the Lichlord) (premiera polska - grudzień 2007).

Ukazał się jeszcze zestaw Legendary Dungeoneer: Wrath of the Serpent Goddess. Można w nim zaczynać rozgrywkę od poziomu 7. Data premiery polskiej wersji nie jest jeszcze znana.
Każda z gier ma własny teren, bohaterów, zadania i potwory. Zestawy można mieszać, co rozbudowuje rozgrywkę. W komplet jednego zestawu wchodzi:
- 110 kart;
- 6 żetonów postaci;
- 6 plastikowych podstawek;
- 38 żetonów pomocniczych;
- 1 kostka (k6);
- instrukcja.

## Zmiany w wersji polskiej
W polskim wydaniu do gry zostały dodane tekturowe figurki bohaterów, dzięki którym nie musimy wycinać już ich z kart. Gra została także wzbogacona o kostkę k6 oraz inne pudełko. Dodano również żetony pomocnicze (żetony życia, chwały, groźby, itp.)